# Гнойна
Гнойна (на гръцки: Παλαιοχώρα) е бивше село в Гърция, разположено на територията на дем Лъгадина, област Централна Македония.

## География
Селото е било разположено на няколко километра южно от Ново село (Крития).

## История

### В Османската империя
В XIX век Гнойна е чифлик в Лъгадинска казана Османската империя. Александър Синве („Les Grecs de l’Empire Ottoman. Etude Statistique et Ethnographique“), който се основава на гръцки данни, в 1878 година пише, че в Палеохори (Palaio-khori) живеят 90 гърци. В „Етнография на вилаетите Адрианопол, Монастир и Салоника“, издадена в Константинопол в 1878 година и отразяваща статистиката на населението от 1873 г., Гниона (Gniona) е посочено като село с 24 домакинства и 98 жители българи.
В 1900 година според Васил Кънчов („Македония. Етнография и статистика“) в Гнойна живеят 75 гърци. По данни на секретаря на Българската екзархия Димитър Мишев („La Macédoine et sa Population Chrétienne“) в 1905 година в Gnoïoïana има 240 жители българи патриаршисти гъркомани.
Според Анастасия Каракасиду Гнойна е било чифлик, в който
| „ | живеели славяноезични изполичари и пастири, чиито по-напредничави фамилии изпращали децата си в гръцкото училище в Гювезна, за да станат учители, свещеници, бакали или занаятчии. | “ |

Жителите на Гнойна са идентифицирани от жителите на околните села като „славяноезични“, което се подкрепя от презимената на хората, живеещи в селото в края на османската епоха. Според разкази по време на действието на Гръцката въоръжена пропаганда в Макдеония селото пострадва от гръците чети и част от жителите му се изселват в Гвоздово, а българските четници евакуирали старите хора от Гнойна в съседното Айватово – пробългарската твърдина в региона.
Потомък на стара фамилия от Палехора си спомня:
| „ | Чичо ми се оженил за жена от Висока. Тя била българоезична. Говорела македонски. Българският е различен език. Тя говорела и гръцки. И майка ми, баща ми и тъща ми, всички говореха македонски. Такъв беше обичаят тук. Бяхме навикнали на това. Викахме на лелята чино и на водата вода. | “ |

Основната част от жителите на селото го напускат през 1905 година. 

### В Гърция
След Междусъюзническата война в 1913 година селото остава в Гърция. Боривое Милоевич пише в 1921 година („Южна Македония“), че Гнойна (Гнојна) има 60 къщи погърчени славяни.
През следващите десетилетия там спорадично се установяват различни групи бежанци от безредиците – както българи, така и гърци. Последните жители на селото са семейство каракачани, които го напускат през 1949 година, след което селото постепенно е превърнато в обработваеми земи.